# 葛賚恩
葛赉恩（John W. Cline，1868年—1955年）是一位美国监理會差会派往中国的教育传教士，东吴大学第二任校长（1911-1922年）。
葛賚恩于1868年出生于美國南方的北卡罗来纳州的门罗（Mouroe），是牧师的儿子，在阿肯色州长大，毕业于范德堡大学。1897年，葛賚恩受监理会差遣，携妻Beulah 来华傳教，先至苏州宫巷中西书院任教习。能说一口流利中国话。1905年或1906年，葛賚恩就任上海中西书院监院。1911年起，葛賚恩接替已故孙乐文，出任東吳大學第二任监督（校長），同时，上海中西书院也随之一同迁至苏州，併入東吳大學堂。合併使得辦學規模得以大幅提升。 1915年，又在上海昆山路开办东吴大学法科法学院。1922年，葛赉恩辞去东吴大学校长职务，前往上海，担任监理会司库，兼东吴大学第二中学校长。继任的东吴大学校长为文乃史。1931年，葛賚恩师母因急性肺炎在上海病故。1947年？，葛赉恩离任回美，葛賚恩在中國服務長達50年之久。